# Blotiella coriacea
Blotiella coriacea là một loài dương xỉ trong họ Dennstaedtiaceae. Loài này được Verdc. mô tả khoa học đầu tiên năm 2000.
Danh pháp khoa học của loài này chưa được làm sáng tỏ. 